# HolyHell
HolyHell är ett symphonic power metal-band som grundades 2005. Deras producent är Joey DeMaio, basist i Manowar.

## Medlemmar
Nuvarande medlemmar
- Maria Breon – sång (2005– )
- Kenny Earl "Rhino" Edwards (ex-Manowar) – trummor (2005–2011, 2014– )
- Joe Stump – gitarr (2005– )
- Jay Rigney – basgitarr (2005– )
- Francisco Palomo – keyboard (2005– )

Tidigare medlemmar
- Tom Hess – gitarr (2005–2008)
- John Macaluso – trummor (2011–2014)

## Diskografi
Studioalbum
- 2009 – HolyHell

EP
- 2007 – Apocalypse
- 2012 – Darkness Visible - The Warning

Singlar
- 2014 – "Invictus"

Annat
- 2007 – Demons, Dragons and Warriors (delad CD: Rhapsody of Fire / Manowar / HolyHell)